# Бдынь
Бдынь — деревня в Пеновском районе Тверской области.

## География
Находится в западной части Тверской области на расстоянии приблизительно 26 км на юго-запад по прямой от районного центра поселка Пено на западном берегу озера Охват.

## История
Деревня была показана на карте 1825 года. В 1859 году здесь было учтено 13 дворов, в 1939 — 13. До 2020 года входила в Охватское сельское поселение Пеновского района до их упразднения.

## Население
Численность населения: 43 человека (1859 год), 4 (русские 100 %) в 2002 году, 1 в 2010.